# Varzelândia
Varzelândia este un oraș în Minas Gerais (MG), Brazilia.